# Hekla
(Giacomo Leopardi, Dialogo della Natura e di un Islandese, dalle Operette morali)
L'Hekla, in italiano Ecla, è un vulcano situato nel Sud-ovest dell'Islanda, alto 1 491 m. È il vulcano più noto d'Islanda; nel Medioevo era ritenuto la porta dell'inferno. Si trova al centro della frattura che da sud ovest a nord est segna l'Islanda ed è molto attivo: nell'ultimo millennio sono state censite una ventina di eruzioni, dalla prima rilevata nel 1104 alle più recenti (1980, 1991 e 2000). Il suo nome significa "incappucciato" e deriva dal fatto che la cima del vulcano è quasi sempre coperta da nubi.
In particolare una delle eruzioni più violente è avvenuta nel II millennio a.C., quando il vulcano rilasciò nell'atmosfera, poco dopo la sua eruzione, chilometri cubi di materiale.
Il monte viene menzionato nel Dialogo della Natura e di un Islandese (Operette morali) di Giacomo Leopardi dove il protagonista (l'islandese), lamentandosi delle difficoltà e dei pericoli affrontati nella sua vita, ricorda anche le continue eruzioni dell'Hekla.
Alle due pendici è in corso il progetto Hekluskógar, il cui fine ultimo è quello di ristabilire lungo le pendici del vulcano gli originari boschi di betulle e salici autoctoni, tramite la concimazione del suolo e la semina dell'erba.